# 杨刘之战
杨刘之战，五代十国后梁与晋国（后唐）在杨刘（今山东省东阿县东北姚寨镇）的作战。
916年（后梁贞明二年、晋天祐十三年）魏州之战后，后梁退守黄河沿线，固守京师开封府。晋王李存勗乘机举兵南下。917年（后梁贞明三年、晋天祐十四年）十二月黄河封冻，李存勗出晋阳（今山西省太原市晋源区）抵达魏州。十二月二十三日，从朝城县（治今山东莘县西南朝城镇）踏冰渡过黄河。后梁将军安彦之率三千兵驻守杨刘渡口，沿河筑栅垒。李存勗率军攻克栅垒，直达杨刘城下，派步兵毁坏梁军鹿角，然后用芦苇填满壕沟，攻破杨刘城，俘获安彦之。
923年（后梁龙德三年、后唐同光元年）五月，后梁攻取德胜南城，唐庄宗李存勗担心后梁加兵杨刘，派宦官焦彦宾至杨刘，与镇使李敬周共同防守。又派蕃汉马步都虞候朱守殷放弃德胜北城，拆屋改成木筏，载着士兵沿黄河东下，协防杨刘。把储备于德胜北城的粮草物资运往澶州，将近一半损耗。后梁北面招讨使王彦章，也将德胜南城的房屋，拆做木筏，载兵沿河而下。至黄河弯曲处，梁军和唐军在河中互相射箭，一日百次，互有胜负。到杨刘时，双方伤亡近半。五月二十六日，王彦章与段凝联军十万，昼夜不停进攻杨刘，将巨舰九艘连接横置在黄河渡口，阻止后唐援军。杨刘城被李敬周率领士卒顽强抵御，得以保全。王彦章退屯城南，连营而守。
六月初二日，李存勗率军到达杨刘，见后梁防备严密。与枢密使郭崇韬商议后，派郭崇韬率大军一万连夜赶到博州修筑城堡。他在杨刘苦战，牵制梁军。郭崇韬修筑新城六天，王彦章才得知消息，即率大军数万抵达新城。六月十五日，攻新城时，又将巨舰十余艘连接横置在河道中间，以绝后唐援军。郭崇韬以刚建的新城抵抗，派人向李存勗求援。李存勗率军来援，在新城西岸摆阵。梁军砍断绳索，收回战船，退到邹家口（今山东省聊城市東昌府区东南）坚守。七月初五日，李存勗領兵沿黄河南进，王彦章放弃邹家口再往杨刘。七月十二日，后唐游奕将李绍兴在清丘驿（今河南省濮阳县东南）南击败后梁游军。后梁北面招讨副使段凝认为后唐大军已经从黄河上游南渡，要进抵汴梁，于是责备王彦章不该深入郓州之境。七月十六日，李存勗派李绍荣至后梁大营抓获了梁军哨兵，烧了梁军连接的战舰。七月十七日，王彦章知道李存勗已到邹家口，于是撤军逃向杨村。唐军追击，驻军德胜。后梁被杀、被溺、伤暑而死达万人，丢弃物资数以万计，后唐保住了杨刘城。